# Shapinsay

Shapinsay là một hòn đảo thuộc quần đảo Orkney, ngoài khơi bờ biển phía bắc của vùng đất liền Scotland. Trên đảo có một ngôi làng tên là Balfour, từ đây đi phà để đến Kirkwall, là thị trấn lớn nhất của vùng Orkney. Shapinsay có lâu đài Balfour, là một công trình được xây dựng theo phong cách Scottish Baronial, khiến nó trở thành một trong những địa điểm nổi bật nhất trên đảo, một lời nhắc nhở về sự thống trị của gia đình Balfour trên Shapinsay trong suốt thế kỷ 18 và 19. Các Balfours thay đổi đời sống trên hòn đảo này bằng cách giới thiệu các kỹ thuật nông nghiệp mới. Ngoài ra còn có cột đá đứng, là một Broch thời kỳ đồ sắt và địa điểm khảo cổ trên đảo.
Với diện tích 29,5 km vuông (11,4 sq mi), Shapinsay là hòn đảo lớn thứ tám ở quần đảo Orkney. Nó là vùng đất thấp, màu mỡ, do đó phần lớn diện tích được dùng để canh tác nông nghiệp. Shapinsay có hai khu bảo tồn thiên nhiên về các loài chim rất đáng chú ý. 
Theo điều tra dân năm 2001, Shapinsay có dân số khoảng 300 người. Nền kinh tế của hòn đảo này chủ yếu dựa vào nông nghiệp và một vài doanh nghiệp nhỏ có hoạt động chủ yếu liên quan đến du lịch. Chính phủ cũng đang có kế hoạch xây dựng một tuabin gió nhằm tạo ra điện năng cung cấp cho dân cư trên đảo.